# Romuald Bojarczuk
Romuald Bojarczuk (ur. 11 stycznia 1920 w Płoskie, zm. 18 stycznia 1946 w Chedburgh) – starszy sierżant pilot Polskich Sił Powietrznych w Wielkiej Brytanii, chorąży (ang. Warrant Officer) Królewskich Sił Powietrznych.

## Życiorys
Syn Jakuba i Agaty Bojarczuków. Po wybuchu II wojny światowej przez Rumunię przedostał się na pokładzie statku s/s "Patris" do Libanu. Stamtąd na pokładzie statku s/s "Explorateur Grandidier" dotarł do Francji i został skierowany na przeszkolenie do bazy lotniczej w Lyon-Bronn. Po upadku Francji ewakuował się do Wielkiej Brytanii i wstąpił do Polskich Sił Powietrznych gdzie otrzymał numer służbowy RAF 783111. Służył w dywizjonie 304 jako pilot. 
Po zakończeniu działań wojennych nie zdecydował się na powrót do Polski rządzonej przez komunistów i pozostał na emigracji. Pełnił służbę w 304 dywizjonie w charakterze instruktora pilotażu. 18 stycznia 1946 wykonywał lot treningowy na samolocie bombowym Vickers Warwick QD-X (nr HG273) z zadaniem lądowania na jednym silniku. Przy lądowaniu doszło do pożaru działającego silnika i samolot uległ wypadkowi. Pilot zginął, dwóch członków załogi (Stanisław Żurek i Marian Borek) uratowało się. 
Romuald Bojarczuk został pochowany na cmentarzu Honington (All Saints) Churchyard w Suffolk.

## Ordery i odznaczenia
Za swą służbę był odznaczony:
- Orderem Virtuti Militari nr 8253,
- Krzyżem Walecznych – czterokrotnie,
- Medalem Lotniczym – trzykrotnie.